# Draconarius brunneus
Draconarius brunneus là một loài nhện trong họ Amaurobiidae. Loài này được phát hiện ở Trung Quốc.